# Municipio de Stafford (condado de DeKalb)
El municipio de Stafford (en inglés: Stafford Township) es un municipio ubicado en el condado de DeKalb en el estado estadounidense de Indiana. En el año 2010 tenía una población de 283 habitantes y una densidad poblacional de 7,4 personas por km².

## Geografía
El municipio de Stafford se encuentra ubicado en las coordenadas 41°24′3″N 84°49′39″O / 41.40083, -84.82750. Según la Oficina del Censo de los Estados Unidos, el municipio tiene una superficie total de 38.26 km², de la cual 38,26 km² corresponden a tierra firme y (0 %) 0 km² es agua.

## Demografía
Según el censo de 2010, había 283 personas residiendo en el municipio de Stafford. La densidad de población era de 7,4 hab./km². De los 283 habitantes, el municipio de Stafford estaba compuesto por el 96,47 % blancos, el 0,35 % eran afroamericanos, el 0,35 % eran amerindios, el 2,47 % eran de otras razas y el 0,35 % eran de una mezcla de razas. Del total de la población el 1,77 % eran hispanos o latinos de cualquier raza.